# Charles Balandret
Charles Balandret, né le 17 décembre 1782 à Grandfontaine (Suisse) et décédé le 7 juillet 1861 à Lyon (France), était un prêtre jésuite suisse et prédicateur de renom. 

## Biographie
Il quitte son pays natal pour entrer chez les jésuites de Russie à Dünaburg en 1808 où il est ordonné prêtre l'année suivante. Il effectue des études de mathématiques au collège de Polotsk de 1810-1811. Il est prédicateur à Saint-Pétersbourg de 1811 à 1816, puis de retour à Polotsk où il est prédicateur et professeur de philosophie. 
Après l'expulsion des Jésuites de Russie, Balandret est envoyé en France pour y être le directeur des missions intérieures aux Jésuites de Laval de 1820 à 1824. Il enseigne par la suite de 1824 à 1830 la théologie à Paris et Dole. Après la révolution de 1830, il enseigne la dogmatique au collège de Brigue, en Suisse. Il enseigne le droit canon et la morale au Puy et à Laval dès 1833. Il devient aumônier et supérieur à Lyon à partir de 1836.